# Gonocarpus acanthocarpus
Gonocarpus acanthocarpus là một loài thực vật có hoa trong họ Haloragaceae. Loài này được (Brongn.) Orchard miêu tả khoa học đầu tiên năm 1975.